# Copa Federación
Copa Federación je fotbalová soutěž v Peru pořádaná Peruánskou fotbalovou federací (Federación Peruana de Fútbol). Jedná se o zápas mezi vítězem nejvyšší ligy Primera División a vítězem poháru Copa Inca, de facto peruánský fotbalový superpohár. První ročník se uskutečnil v roce 2012, inspirací byly národní evropské superpoháry.

## Přehled utkání
Pozn.: vítěz označen tučně

| Rok  | Vítěz (tituly)      | Finalista        | Výsledek |
| ---- | ------------------- | ---------------- | -------- |
| 2012 | José Gálvez FBC (1) | Club Juan Aurich | 1:0      |